# Heartland Championship 2010
El Campeonato Heartland 2010 fue la quinta edición de la segunda división de rugby de Nueva Zelanda. 
El campeón de la competición fue el equipo de North Otago quienes lograron su segundo campeonato.

## Sistema de disputa
Cada equipo disputa 8 encuentros frente a sus rivales.
- Los mejores clasificados de cada copa clasificaran a sus respectivas semifinales.
  - La Copa Meads enfrenta a los mejores seis equipos del campeonato y por lo tanto el campeón de la fase final obtiene el título de la competición.
  - La Copa Lochore enfrenta a los peores seis equipos del campeonato y por lo tanto el campeón de la fase final obtiene la copa de consuelo que representa al séptimo lugar de la competencia.

## Copa Meads
- Clasificación[1]

| Pos. | Equipo           | Encuentros | Encuentros | Encuentros | Encuentros | Tantos | Tantos | Tantos | PB | PB | Puntos |
| Pos. | Equipo           | PJ         | PG         | PE         | PP         | F      | C      | Dif    | BO | BD | Puntos |
| ---- | ---------------- | ---------- | ---------- | ---------- | ---------- | ------ | ------ | ------ | -- | -- | ------ |
| 1.º  | North Otago      | 8          | 7          | 0          | 1          | 345    | 136    | 209    | 6  | 0  | 34     |
| 2.º  | Wanganui         | 8          | 7          | 0          | 1          | 254    | 134    | 120    | 5  | 1  | 34     |
| 3.º  | Poverty Bay      | 8          | 6          | 0          | 2          | 282    | 164    | 118    | 4  | 0  | 28     |
| 4.º  | Mid Canterbury   | 8          | 5          | 0          | 3          | 195    | 138    | 57     | 4  | 2  | 26     |
| 5.º  | South Canterbury | 8          | 5          | 0          | 3          | 150    | 148    | 2      | 0  | 2  | 22     |
| 6.º  | Thames Valley    | 8          | 3          | 0          | 5          | 155    | 188    | -33    | 1  | 2  | 15     |

|  | Semifinales Copa Meads. |

### Semifinal
| 23 de octubre | North Otago | 40 - 24 | Mid Canterbury |  |  |

| 23 de octubre | Wanganui | 31 - 24 | Poverty Bay |  |  |

### Final
| 30 de octubre | North Otago | 39 - 18 | Wanganui |  |  |

| Bandera de Nueva Zelanda |
| Campeón North Otago      |
| Segundo título           |

## Copa Lochore - Séptimo puesto
- Clasificación[1]

| Pos. | Equipo            | Encuentros | Encuentros | Encuentros | Encuentros | Tantos | Tantos | Tantos | PB | PB | Puntos |
| Pos. | Equipo            | PJ         | PG         | PE         | PP         | F      | C      | Dif    | BO | BD | Puntos |
| ---- | ----------------- | ---------- | ---------- | ---------- | ---------- | ------ | ------ | ------ | -- | -- | ------ |
| 1.º  | King Country      | 8          | 4          | 0          | 4          | 209    | 155    | 54     | 3  | 2  | 21     |
| 2.º  | Horowhenua-Kapiti | 8          | 3          | 0          | 5          | 167    | 186    | -19    | 2  | 1  | 15     |
| 3.º  | Buller            | 8          | 3          | 0          | 5          | 127    | 193    | -66    | 0  | 1  | 13     |
| 4.º  | Wairarapa Bush    | 8          | 2          | 0          | 6          | 168    | 260    | -92    | 1  | 1  | 10     |
| 5.º  | West Coast        | 8          | 3          | 0          | 5          | 156    | 318    | -62    | 1  | 0  | 9      |
| 6.º  | East Coast        | 8          | 0          | 0          | 8          | 96     | 384    | -288   | 0  | 1  | 1      |

|  | Semifinalistas Copa Lochore. |

### Semifinal
| 23 de octubre | Horowhenua-Kapiti | 14 - 19 | Buller |  |  |

| 23 de octubre | King Country | 17 - 21 | Wairarapa Bush |  |  |

### Final
| 30 de octubre | Buller | 9 - 15 | Wairarapa Bush |  |  |

| Bandera de Nueva Zelanda            |
| Ganador Copa Lochore Wairarapa Bush |
| Primer título                       |